# .kkrieger
.kkrieger este un joc video First-person shooter creat de Farbrausch in 2004